# Морозовская организованная преступная группировка
Морозовская организованная преступная группировка (также известна как Банда Сергея Морозова) — крупнейшая организованная преступная группировка, существовавшая с конца 1980-х годов по 2004 год в Гомеле и Гомельской области. На пике своего могущества фактически контролировала весь Гомель и была самой влиятельной и крупной преступной группировкой, действовавшей на территории Беларуси.

## История создания
В конце 1980-х годов в связи с началом распада СССР во всех регионах страны, в том числе и в Белорусской ССР, наблюдался активный рост преступности. В то же время в городе Гомель сформировались несколько десятков организованных преступных группировок (только крупных насчитывалось около 6), занимавшихся вымогательством и рэкетом денег у местных бизнесменов, таксистов, валютчиков, сутенёров и т. д. В районе завода «Гомсельмаш» была организована малочисленная группа рэкетиров во главе с Сергеем Морозовым по кличке «Мороз» и Михаилом Матюшковым. Изначально они контролировали лишь местный рынок и сам микрорайон, а суммы «дани», которую приходилось уплачивать местным бизнесменам за «крышу», не превышала 20 долларов США ежемесячно. Методы запугивания отказывающихся платить бизнесменов на начальном этапе становления группировки были относительно «несерьёзными», к примеру, отказавшегося платить могли облить грязью или разбить окна квартиры/автомобиля.
Всё изменилось с начала 1990-х годов, когда Морозов и Матюшков решили взять под контроль все предприятия и частный бизнес города Гомеля, а также обзавестись «связями» в правоохранительных органах. На пике могущества в 1997—2004 годах после устранения последних конкурентов, преступная группировка контролировала весь Гомель, а суммы «дани», которую приходилось выплачивать бандитам, иногда равнялась 10 % от месячного дохода. На тот момент группировка Морозова имела ярко выраженную структуру ОПГ, состояла она из 4—5 автономных групп со своими главарями, подчинявшимися «костяку», состоящему из шести человек: Сергея Морозова «Мороз» (лидер ОПГ, совместно с Михаилом Матюшковым, который был застрелен неизвестным на АЗС на ул. Галины Докутович 24 февраля 1996 года), Игоря Данченко «Даник» (мозговой центр и фактический «правая рука» Морозова), Александра Острецова-Гутыро «Афоня» («казначей» и ответственный за отмывание денег), Сергея Дербенева «Дербень» (ответственный за устранение конкурентов, глава группы киллеров), Валерия Горбатого «Фашист» (ответственный за рэкет глава группы рэкетиров) и Александра Семченко «Сема» (ответственный за снабжение оружием и боеприпасами), Дмитрия Сидоренко «Сидор», приходящегося родным братом жены Матюшкова. Численность группировки в то время была около 50 человек, а общий ежемесячный доход от 150 тысяч, и мог доходить до 1 млн долларов США.
У морозовцев имелись многочисленные связи в правоохранительных органах города и области, в частности, за ежемесячное денежное вознаграждение (от 2 до 10 тысяч долларов), преступную деятельность «морозовцев» покрывали лично начальник уголовного розыска Гомельского УВД полковник Николай Лосев и прокурор отдела по надзору за соблюдением законодательства в сфере борьбы с организованной преступностью по Гомелю и Гомельской области Анатолий Сусолкин. Кроме них, на преступную группировку работал ещё целый ряд сотрудников правоохранительных органов рангом ниже.

## Преступная деятельность
Первое серьёзное преступление, к которому удалось доказать причастность группировки, является убийство гражданина Сомова, совершённое лично Сергеем Морозовым и Игорем Данченко в апреле 1991 года в окрестностях деревни Чкалово Гомельской области. Тогда Морозов и Данченко похитили Сомова на автомобиле, обвинив его в гибели брата приятеля Морозова — Сергея Гавриленко (автобус, в котором находился Гавриленко, и авто Сомова столкнулись). Прибыв в район деревни Чкалово, Морозов и Данченко поочерёдно избили Сомова металлической арматурой, а потом добили выстрелами из пистолета. Однако изначально вину за это преступление взял на себя третий сообщник Морозова и Данченко, которого они заставили закопать труп, а потом под угрозой физического устранения и оговорить себя.
Кроме того, в 1992—1993 набирающая силу банда Морозова стала активно проводить устранения криминальных авторитетов и лидеров конкурирующих преступных группировок города и области, дабы взять Гомель полностью под свой контроль. С теми, кого морозовцам не удавалось «убедить» сотрудничать, жестоко расправлялись. Так, в этот период киллерами группировки были физически устранены криминальные авторитеты города — Пугачев, Мстыга и Млодик, а также бизнесмены братья Савичи, отказавшиеся платить «дань» бандитам. Уголовные дела по факту этих убийств долго оставались нераскрытыми.
Пик преступной деятельности морозовцев пришёлся на 1994—1995 годы. В начале 1994 года вторая по могуществу ОПГ города Гомеля «Пожарники» признала власть морозовцев и полностью влившись в её состав, начала выплачивать дань в общую «казну» морозовцев после того, как её лидер Геннадий Березин был серьёзно избит боевиками Морозова. В июле 1994 года Морозовым вместе с несколькими сообщниками было совершено убийство 21-летней Натальи Соловьёвой.

## Ликвидация и суды
Когда Морозов узнал, что за ним ведется слежка, со своей компанией преступников вел себя спокойно. Думал, что следователи из Минска в Гомеле задержатся ненадолго. Посидят, ничего не найдут и уедут. Однако пазл постепенно начал складываться. Появлялись новые улики против «морозовцев», факты накапливались, и это помогло найти след, который привел к бандитам.
В течение нескольких суток самые активные из «морозовцев» были задержаны. Сергей Морозов исчез. Он раздавал указания через мобильные телефоны, которые использовал не более одного раза. Ежедневно к нему приезжали связные и докладывали о положении дел. Чуть позже стало известно о его местонахождении. Морозов прятался в селе Карповка, что на границе Беларуси и Украины. Его задержали и отправили в Минск. В Гомеле начались массовые обыски. Было найдено оружие, которое покупалось в горячих точках.
Дело слушалось в Минском следственном изоляторе. На скамью подсудимых сели 46 человек. Суд выслушал десятки свидетелей. 1 декабря 2006 года Верховный Суд вынес обвинительный приговор. Троим из подсудимых (Морозову, Горбатому, Данченко) объявили о смертной казни. Остальным фигурантам дела дали от шести до 20 лет лишения свободы.

## Знакомые лица
Однако были и те, кому удалось сбежать. Один из них — обвиняемый Сергей Н. по кличке Дербень. Был активным участником группировки. Скрылся в 2004 году. В 2005 заочно был заключен под стражу. В международный розыск по линии Интерпола его объявили в 2006 году с внушительным списком совершенных преступлений: от краж до убийств.
Дербень в отличие от других фигурантов не имел яркого криминального прошлого. Родился в полной семье. Занимался самбо. Учился хорошо. Завел семью. В армии служил в войсках связи на территории Германии. Дорос до заместителя командира взвода. Окончил техникум. В 1991 году получил единственную на момент предъявления обвинения судимость — групповая кража лодочного мотора. Тогда ввиду положительных характеристик отделался лишь исправительными работами.
С Морозовым познакомился на Сельмаше, откуда все и началось. Обвиняемому были присущи жесткость и непоколебимость, которые пришлись по душе главарю. Чуть позже Дербень стал одним из основных деятелей в морозовской группировке. Другие участники преступной организации говорили о нем как о дерзком, жестоком человеке.
Когда дело, как клубок, стало раскручиваться, он оставил семью и успел скрыться. По данным следователей, сначала скитался по Казахстану, получил там гражданство, а после сумел и заполучить подлинный паспорт России. Жил в далеком Владивостоке. Снова женился. Вел обычный образ жизни, работал охранником. Новой жене ничего про прошлую жизнь не рассказывал. Судимостей в России не имел.
Спустя 15 лет его находят во Владивостоке, и белорусская Генеральная прокуратура запрашивает разрешение на экстрадицию. Пробыл он под стражей до декабря 2020 года. Затем россияне выдали преступника на родину.
Стоит отметить, что мужчина всячески отказывался давать правдивые показания, отрицал причастность к группировке Морозова. Однако как только его нога ступила на белорусскую землю, свою легенду забыл. Огромное количество фотографий с совместных застолий указали на тесную связь Дербеня и Морозова.
Боевику предъявлено обвинение по трем эпизодам убийств. Первый — декабрь 1993-го. Кроме этого, вымогательства, мошенничества, участие в банде и преступной организации, незаконный оборот оружия.
Сейчас он ожидает приговора суда. В международном розыске все еще находятся Виктор Рецкий и Игорь Кулевский — «штатные» киллеры, которыми руководил Дербень.
Также упоминалось об ещё одном участнике группировки, который взаимодействовал с «штатными» по кличке «Призрак». Единственное что известно, уроженец микрорайона Старый аэродром.